# (12439) Okasaki
(12439) Okasaki est un astéroïde de la ceinture principale.

## Description
(12439) Okasaki est un astéroïde de la ceinture principale. Il fut découvert le 15 février 1996 à Nanyo par Tomimaru Okuni. Il présente une orbite caractérisée par un demi-grand axe de 3,14 UA, une excentricité de 0,13 et une inclinaison de 2,2° par rapport à l'écliptique.

## Compléments